# Pistosauridae
De Pistosauridae zijn een familie van uitgestorven Nothosauria.

## Kenmerken
Deze familie verraadt de nauwe verwantschap tussen de Nothosauria en de Plesiosauria. Het Pistosaurus-skelet vertoont veel kenmerken van een nothosauriër, de schedel en de ruggengraat daarentegen vertonen veel kenmerken van een plesiosauriër.

## Indeling
- † Pistosaurus Meyer, 1839
- † Augustasaurus Sander, 1997